# Westchester (Florida)
Westchester és una concentració de població designada pel cens dels Estats Units a l'estat de Florida. Segons el cens del 2000 tenia 30.271 habitants, 9.764 habitatges, i 7.947 famílies. La densitat de població era de 2.914,6 habitants/km².